# Heliconius tolima
Heliconius tolima är en fjärilsart som beskrevs av Anton Heinrich Fassl 1912. Heliconius tolima ingår i släktet Heliconius och familjen praktfjärilar. Inga underarter finns listade i Catalogue of Life.